# Emssperrwerk

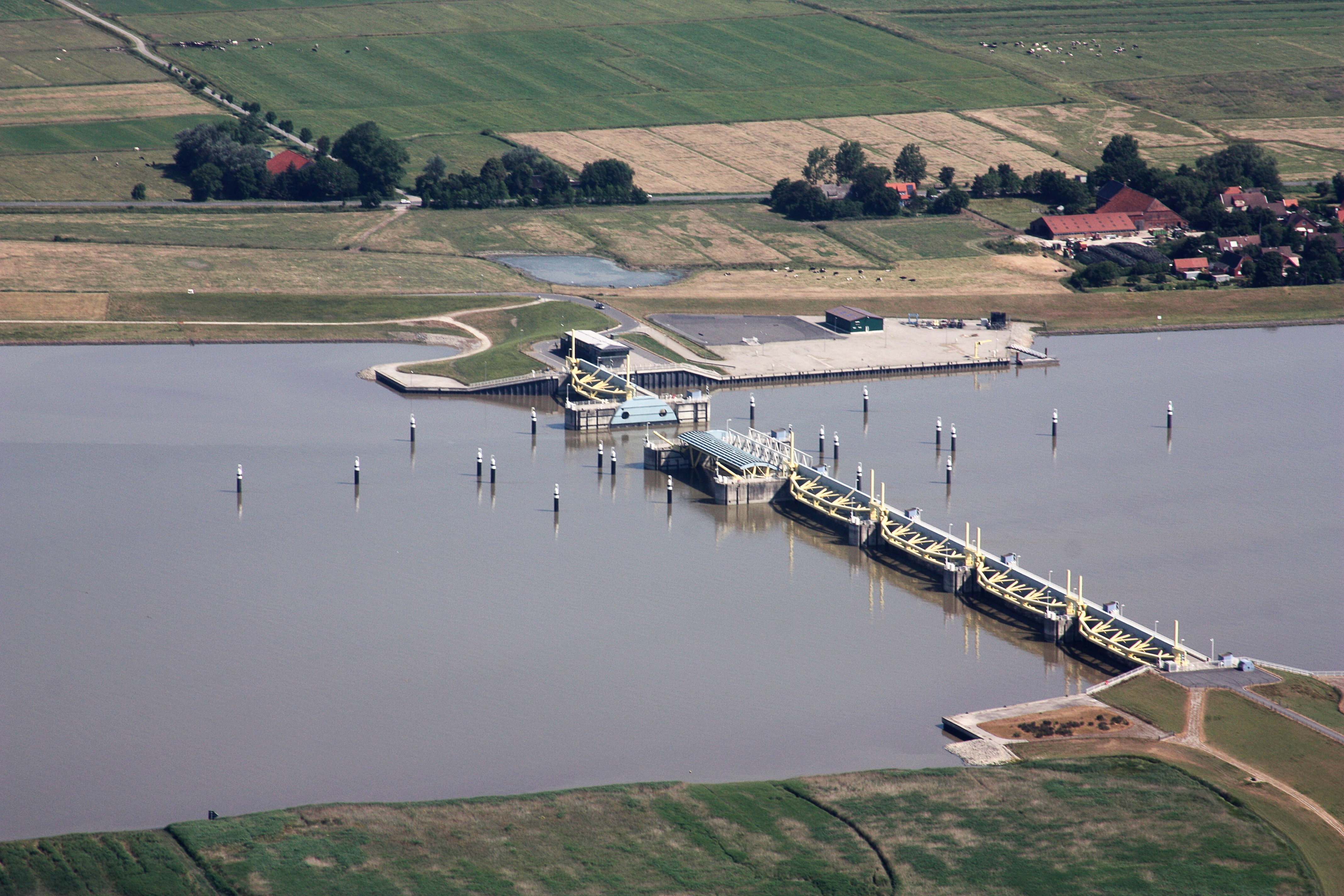
Das Emssperrwerk aus der Luft

Das Emssperrwerk ist ein wasserwirtschaftliches Großbauwerk des Küstenschutzes an der Unterems bei Emden in Ostfriesland. Es wurde in den Jahren 1998 bis 2002 zwischen den Ortschaften Gandersum am Nordufer und Nendorp am Südufer der Ems errichtet, nachdem die Bezirksregierung Weser-Ems durch Planfeststellungsbeschluss vom 22. Juli 1999 die Genehmigung erteilt hatte. Der Abstand zwischen den Hauptdeichen beidseitig der Ems beträgt 1040 Meter, die Gesamtlänge des Bauwerks 476 Meter mit sieben Durchflussöffnungen. Die Hauptschifffahrtsöffnung im Verlauf des bisherigen Fahrwassers hat eine Breite von 60 Metern. Die Baukosten betrugen etwa 223,6 Millionen Euro. Es ist kein reines Sturmflutsperrwerk, denn es wird – insbesondere bei Überführungen großer Werftschiffe zwischen der Meyer Werft in Papenburg und der Nordsee – auch verwendet, um das Wasser der Ems anzustauen und dadurch den notwendigen Überführungswasserstand herstellen zu können.

## Geschichte
Nach Klagen der Meyer Werft, die immer größere Schwierigkeiten hatte, ihre Schiffe über die Ems zu überführen, entschied sich der damalige Ministerpräsident Gerhard Schröder 1996 dafür, die Ems „für diesen Zweck nicht extra auszubaggern, sondern ein Sperrwerk zu errichten, das sowohl das Hinterland schützt als auch der Werft weiterhilft.“
Die Planungen für das Emssperrwerk begannen im März 1997 mit der Bildung eines Projektteams bei der Bezirksregierung Weser-Ems, welches das Projekt noch im selben Jahr öffentlich vorstellte. Es war von Anfang an umstritten. Es gab sowohl Proteste für als auch gegen das Bauwerk. Politisch wurde das Projekt vor allem vom damaligen niedersächsischen Ministerpräsidenten Gerhard Schröder (SPD) und Kanzleramtsminister Rudolf Seiters (CDU) unterstützt.
Das Sperrwerk dient zum Schutze des Landesinneren vor Sturmfluten und erleichtert die Überführung von auf der Meyer Werft gebauten Schiffen. Wenngleich der Einsatz des Sperrwerks keineswegs zur Überführung jedes Neubaus erforderlich ist, so gab die Meyer Werft zu erkennen, dass eine sichere Überführung der die für die Jahre 2003 und 2005 geplanten, letztendlich jedoch nie gebauten Neubauten der Sagittarius-Klasse von Star Cruises mit einer Länge über alles von 316 Metern und 288 Metern zwischen den Loten, einer Breite von 35,5 Metern, einem Tiefgang von 7,70 Metern und einer Vermessung von 112.000 BRZ ohne den Bau des Sperrwerks nicht möglich wäre.
Umweltschützer befürchten schwere ökologische Schäden durch den Bau. Von der Bundesanstalt für Wasserbau (BAW) wurde vor dem Bau prognostiziert, beim Schließen des Sperrwerks im Falle einer Sturmflut würde der Wasserpegel im Emsdollart um bis zu zehn Zentimeter ansteigen. Nach der Allerheiligen-Sturmflut im Jahr 2006 waren in Emden Zweifel an der Zehn-Zentimeter-These gekommen. Ein Gutachten der BAW im Anschluss der Allerheiligenflut 2006 ergab, dass der Pegel in Emden beim Schließen des Sperrwerks tatsächlich um bis zu 50 Zentimeter ansteigt.
Von der Inbetriebnahme im Jahr 2002 bis Stand August 2020 wurde das Sperrwerk 14 mal zur Abwehr von Sturmfluten geschlossen. Am 1. November 2006 wurde dabei mit 5,51 Metern über Normalhöhennull der Höchstwasserstand erreicht. Dazu kamen 43 Schiffsüberführungen, für die die Ems 42 Mal mit Hilfe des Sperrwerkes aufgestaut wurde.
In einer am 9. Mai 1997 vorgelegten Machbarkeitsstudie wurde seinerzeit mit Baukosten von 353 Millionen DM gerechnet. Vorgesehen war eine Fertigstellung des Projektes bis zum 30. Juni 2001. Am 8. Juli 1997 beschloss die niedersächsischen Landesregierung die Durchführung eines Planfeststellungsverfahrens zur Errichtung des Sperrwerks. Der Auftrag zur Errichtung des Sperrwerks wurde am 19. März 1998 an die ARGE Emssperrwerk, bestehend aus den Firmen HOLZMANN/BUNTE/MÜSING/NEUMANN vergeben, nachdem das Projekt zuvor europaweit ausgeschrieben worden war.
Am 14. September 1998 begann mit der Einrichtung der Baustelle der Bau. Drei Tage später folgte der erste Rammschlag am Nordufer bei Gandersum.  Am 25. September 1998 mussten die Bauarbeiten wegen eines Beschlusses des Verwaltungsgerichts Oldenburg bis zur Entscheidung zu Eilanträgen mehrerer Umweltverbände gegen das Sperrwerks vorläufig gestoppt werden. Die Eilanträge wurden am 26. Oktober 1999 vom VG Oldenburg abgelehnt. Einen Tag später wurden die Bauarbeiten fortgesetzt. Am 16. Mai 2001 wies das Verwaltungsgericht auch die Klage des B.U.N.D. in der Hauptsache zurück.
Im Jahr 2002 waren die Bauarbeiten abgeschlossen. Der damalige Bundeskanzler und ehemalige  niedersächsische Ministerpräsident Gerhard Schröder und der niedersächsische Ministerpräsident Sigmar Gabriel eröffneten die Anlage am 6. September 2002. Bis November des Jahres folgten ein Probestau und die gleichzeitige Inbetriebnahme des Sperrwerks. Das erste Schiff der Meyer Werft, das mithilfe des Emssperrwerks überführt wurde, war die 294 Meter lange und 32 Meter breite Norwegian Dawn, die das Sperrwerk in der Nacht vom 2. auf den 3. November 2002 passierte. Nachdem der B.U.N.D in Berufung gegangen war, wies das Oberverwaltungsgericht Lüneburg die Berufung am 2. Dezember 2004 zurück. Der B.U.N.D. zog daraufhin vor das Bundesverwaltungsgericht. Das juristische Verfahren wurde am 5. Dezember 2006 mit einem Vergleich endgültig abgeschlossen.
Nach zahlreichen Ausbaggerungen gibt es zu viel Schlick, Salz und Stickstoff und zu wenig Sauerstoff in der Ems. Mit der Flut strömt zudem mehr Schlick aus der Nordsee in den Fluss hinein als bei Ebbe wieder herausfließt. Das durch den Schlick eingetrübte Wasser hat negative Auswirkungen auf das Ökosystem in der Ems. Nach Angaben des WWF ist die Situation inzwischen so kritisch, dass Fische in den Sommermonaten nicht mehr in der Ems leben können, weil sie schlichtweg keine Luft mehr bekommen. Daraufhin schlossen sich der Bund, das Land Niedersachsen, die Landkreise Emsland und Leer, die Stadt Emden sowie drei Umweltverbände und die Papenburger Meyer Werft zum Projekt Masterplan Ems 2050 zusammen. Geplant ist der Umbau des Sperrwerkes, so dass dieses die Tide flexibel steuern kann. So sollen die Gezeiten mehr Schlick aus der Ems heraus- als hineinbefördern. Die dafür kalkulierten Baukosten in Höhe von 30 bis 40 Millionen Euro teilen sich Bund und Land. Im Juni 2020 senkten sich die Tore erstmals für die flexible Tidesteuerung. Getestet werden soll, ob die Schließung des Sperrwerks zur Verbesserung der Wasserqualität beiträgt.

## Betrieb
Das Emssperrwerk wird vom Niedersächsischen Landesbetrieb für Wasserwirtschaft, Küsten- und Naturschutz (NLWKN), Betriebsstelle Aurich, betrieben.
Die Sicherstellung des Sturmflutschutzes ist eine reine Landesaufgabe; Schiffsüberführungen werden in Abstimmung mit der Wasserstraßen- und Schifffahrtsverwaltung des Bundes (WSV) durchgeführt.

## Torverschlüsse
Das Emssperrwerk besitzt eine Haupt- und eine Binnenschifffahrtsöffnung sowie fünf nicht befahrbare Nebenöffnungen. Die 60 Meter breite Hauptschifffahrtsöffnung wird von einem Drehsegmenttor geschlossen, das in der Bauart den Toren des britischen Themsesperrwerks entlehnt ist. Bewegt wird dieses Tor durch zwei Hydraulikzylinder; Wasserballast und Auftriebskörper ermöglichen eine 180°-Position des Verschlusskörpers. Im offenen Zustand ist das Tor in einer Drempelmulde untergebracht und kann von allen Schiffen ohne Höhenbegrenzung überfahren werden.
Die 50 Meter breite Binnenschifffahrtsöffnung wird von einem Segmenttor verschlossen, das im Aufbau den Toren des Huntesperrwerks in Elsfleth gleicht. Im offenen Zustand steht das Tor waagerecht über der Ems und wird mittels Hydraulik in die geschlossene Position heruntergefahren. Diese Öffnung kann nur von Binnenschiffen befahren werden, die eine vom Wasserstand abhängige Höhe (5,25 Meter über Mitteltidehochwasser) nicht überschreiten. Außerdem ist sie nur flussaufwärts (in östliche Richtung) zu befahren.
Die Nebenöffnungen (50,0 bzw. 63,5 Meter Öffnungsweite) werden durch Hubtore verschlossen. Das Sperrwerk lässt sich innerhalb von 30 Minuten schließen; nach 45 Minuten sind alle Öffnungen wieder frei.

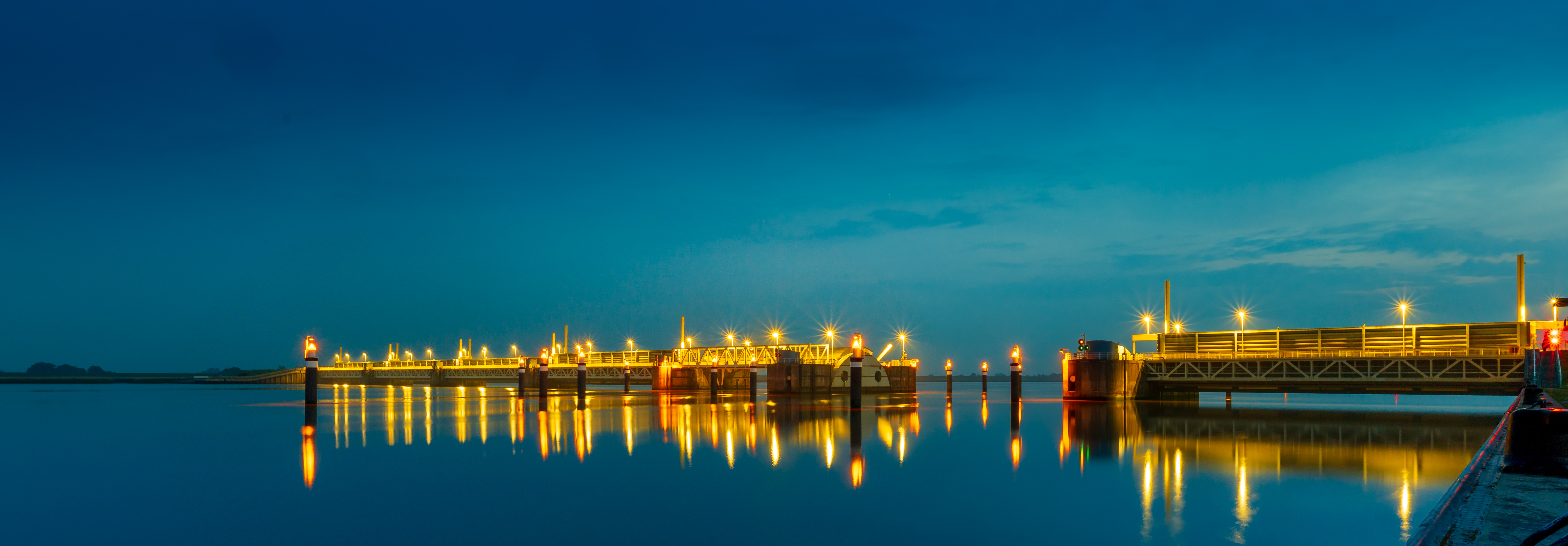
Emssperrwerk mit offener Schifffahrtsöffnung von Nordosten aus gesehen
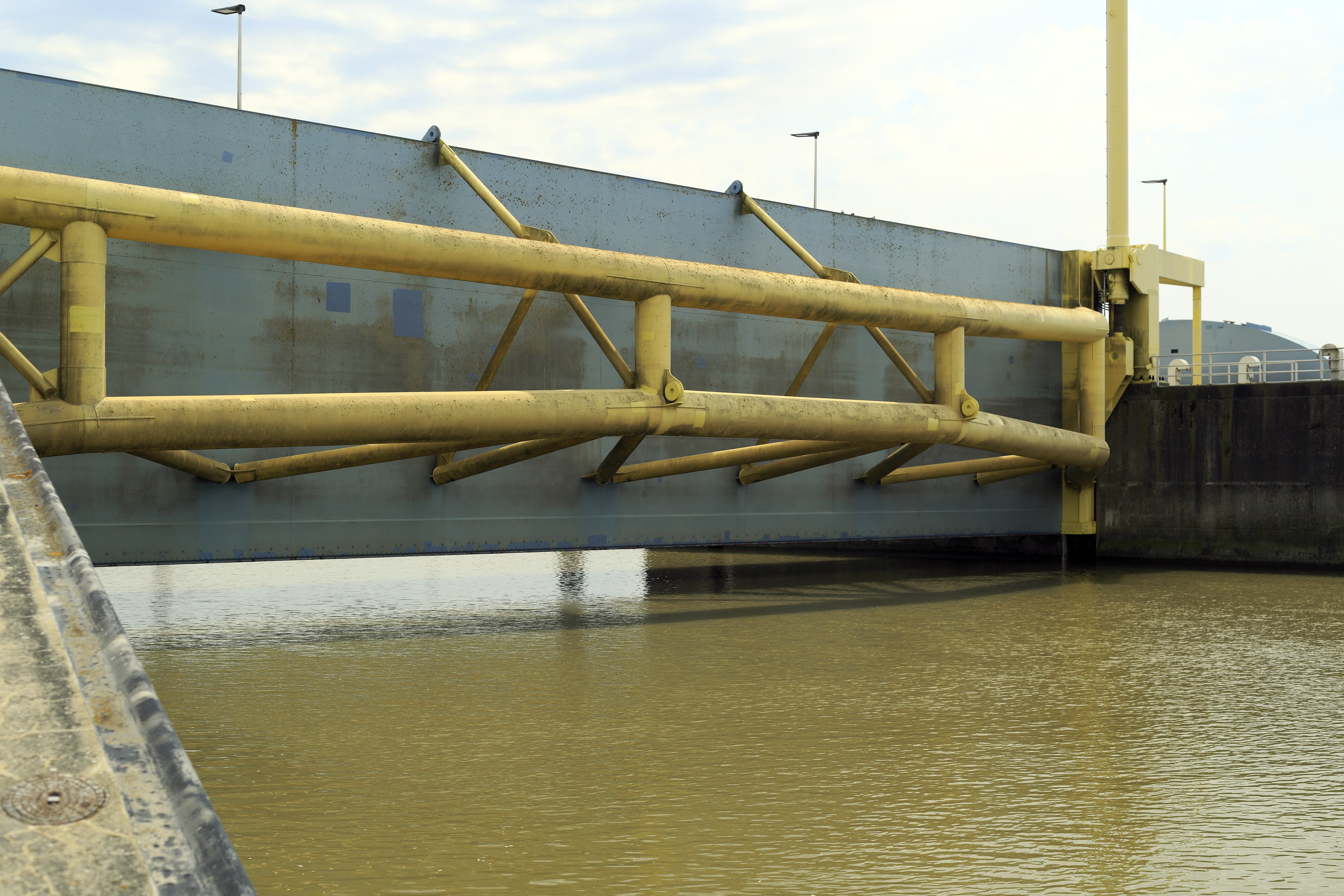
Die Hubtore werden bei Sturmflut oder im Staufall abgesenkt.
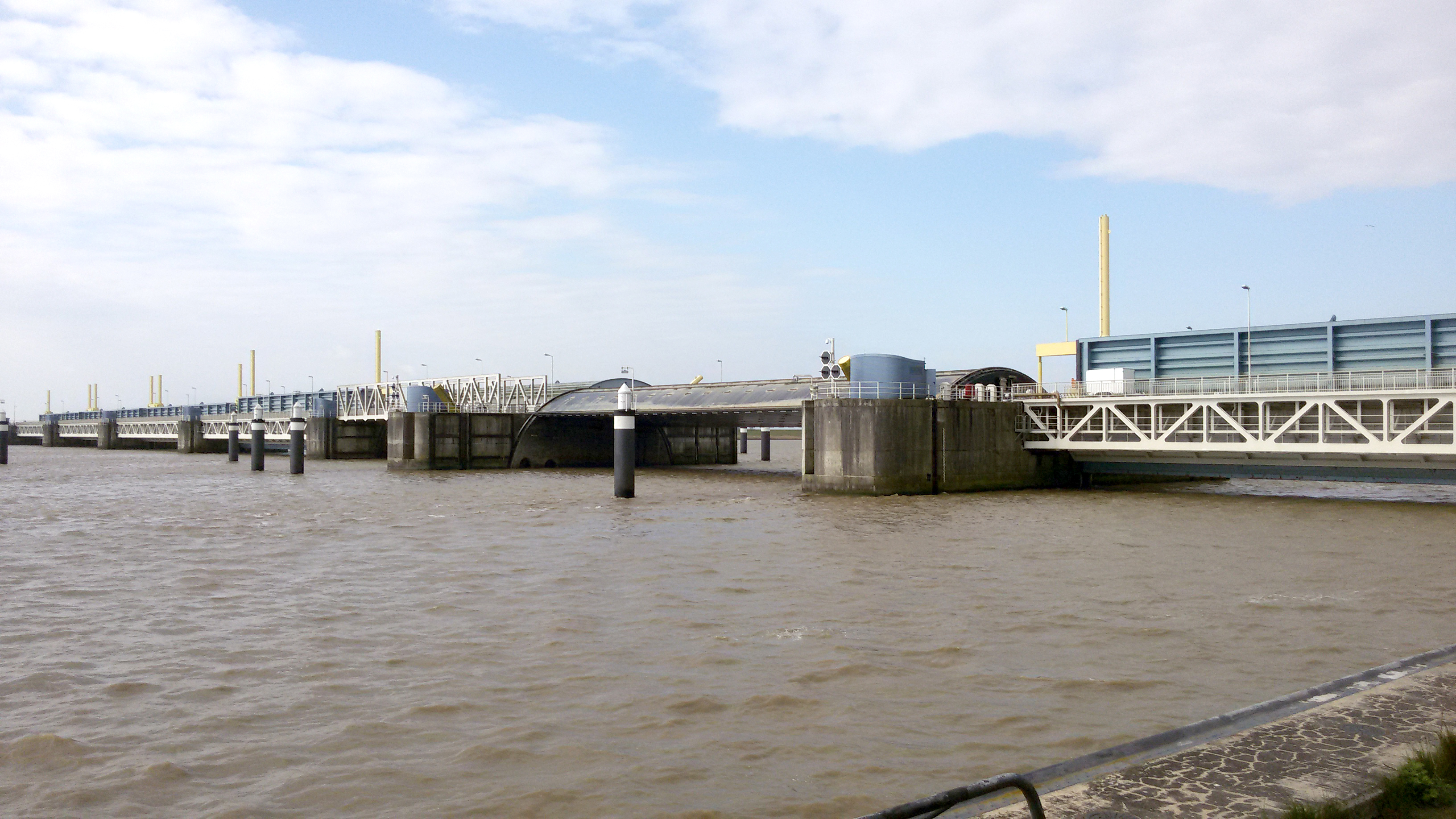
Hauptschifffahrtsöffnung des Emssperrwerkes – Drehsegmenttor in Wartungsstellung
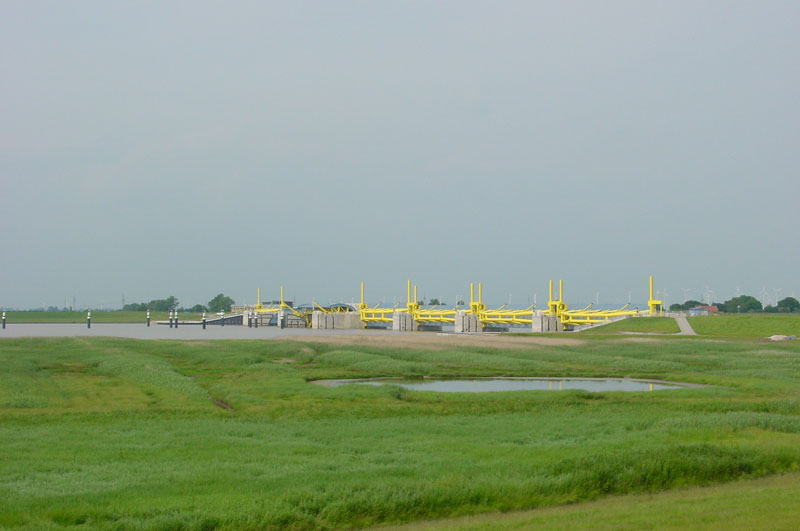
Emssperrwerk aus Oldendorp gesehen

## Aufgaben

### Küstenschutz
Das Emssperrwerk soll den Schutz vor Sturmfluten verbessern. Bei geschlossenem Sperrwerk werden durch Sturmfluten bewirkte Hochwasserstände von über 3,7 m ü. NHN am flussaufwärtigen Vordringen in den Emslauf gehindert. Das Sperrwerk wird bei einem Wasserstand von 3,5 m ü. NHN geschlossen, wenn mit einem Wasserstand von mehr als 3,7 m ü. NHN zu rechnen ist. Auch der Leda-Jümme-Raum, der bis 2002 allein durch das im Jahr 1954 in Betrieb genommene und sicherheitstechnisch veraltete Ledasperrwerk geschützt wurde, ist in den Schutz durch das Emssperrwerk einbezogen. Die Emsdeiche hinter dem Sperrwerk müssen allerdings aus Sicherheitsgründen weiterhin erhalten und unterhalten werden. Bislang wurde das Sperrwerk 14 Mal zwecks Küstenschutz geschlossen (Stand: August 2020).
|     | Datum             | Name der Sturmflut   | Wasserstandshöhe (außen) in mNHN | Kategorie   |
| --- | ----------------- | -------------------- | -------------------------------- | ----------- |
| 1.  | 17. Dez. 2005     | Jolandaflut          | 3,88                             |             |
| 2.  | 1. Nov. 2006      | 5. Allerheiligenflut | 5,51                             | sehr schwer |
| 3.  | 12. Jan. 2007     | Volkholdflut         | 4,37                             | schwer      |
| 4.  | 18./19. Jan. 2007 | Mariusflut           | 3,80                             | leicht      |
| 5.  | 18./19. März 2007 | Cyrillflut           | 4,30                             | schwer      |
| 6.  | 9. Nov. 2007      | Theodorusflut        | 5,01                             | sehr schwer |
| 7.  | 1. März 2008      | Albinusflut          | 4,59                             | schwer      |
| 8.  | 5. Dez. 2013      | 1. Nikolausflut      | 5,30                             | sehr schwer |
| 8.  | 6. Dez. 2013      | 2. Nikolausflut      | 4,90                             | sehr schwer |
| 9.  | 22. Okt. 2014     | Ingbertflut          | 4,62                             | sehr schwer |
| 10. | 11. Jan. 2015     | Hyginus              | 4,26                             | schwer      |
| 11. | 11. Jan. 2017     | Felixflut            | 3,60                             | leicht      |
| 12. | 29. Okt. 2017     | Hermelindeflut       | 4,21                             | schwer      |
| 13. | 8. Jan. 2019      | Gudulaflut           | 4,22                             | schwer      |
| 14. | 12. Feb. 2020     | Benediktflut         | 4,61                             |             |
| 15. | 19. Feb. 2022     | Barbatusflut         | 4,35                             |             |
| 16. | 24. Nov. 2023     | Chrysogonusflut      | 3,76                             |             |
| 17. | 22. Dez. 2023     | Marianusflut         | 4,59                             |             |

### Aufstauung für Schiffsüberführungen

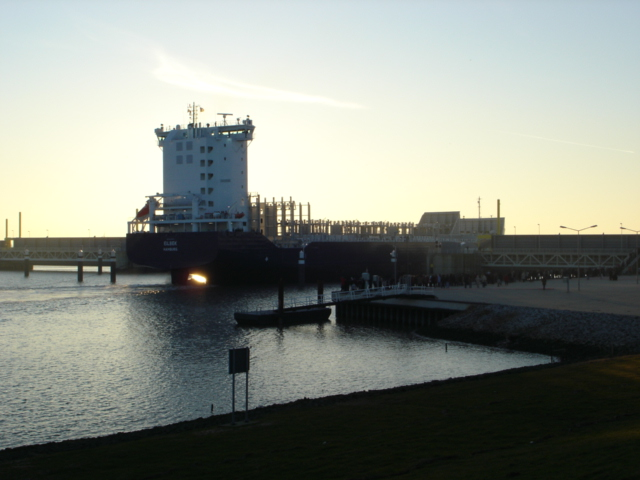
Containerschiff Eilbek (1600 TEU) passiert nach Emsstau das Emssperrwerk (16. Januar 2005)

#### Grundsätzliches
Um der Meyer Werft in Papenburg einen verlässlichen Weg zur Nordsee für ihren Großschiffsbau (insbesondere Kreuzfahrtschiffe, in der Vergangenheit aber auch Containerschiffe, Fährschiffe und Forschungsschiffe) bereitzustellen, bietet das Emssperrwerk die Möglichkeit, die Ems zur Überführung von Schiffen mit einem Tiefgang bis 8,5 Meter anzustauen. Die maximal zulässige Stauhöhe beträgt NHN + 2,7 Meter. In den ersten Jahren nach Inbetriebnahme war jedoch ein Aufstauen auf maximal NHN + 2,5 Meter möglich, da zunächst eine Spundwand im Hafen von Papenburg erhöht werden musste. Das Aufstauen erfolgt durch das „Einfangen“ einer Tide, sodass das Wasser bei Ebbe nicht mehr abfließen kann. Sollte der natürliche Wasserstand nicht ausreichen, kann der Wasserstand durch Oberwasserzufluss, den Einsatz der Pumpen des Emssperrwerks, des Ledaschöpfwerks und der Entwässerungsverbände weiter erhöht werden. Die Pumpen befinden sich in den 6 Strompfeilern und haben eine mittlere Förderleistung von 100 Kubikmetern pro Sekunde.  Haben die Schiffe ausreichend tiefes Fahrwasser erreicht, wird der Stau wieder abgelassen und nach Ausgleich des Wasserspiegelunterschiedes fährt das Schiff durch. In dieser Funktion entspricht das Emssperrwerk etwa einer Stauschleuse.
Erstmals angewandt wurde diese Methode zur Überführung der Norwegian Dawn am 2./3. November 2002. Zuvor war regelmäßig, noch bei der Überführung der baugleichen Norwegian Star im Jahr 2001, aufgrund der Tideverhältnisse ein mehrstündiger Zwischenstopp in Leer erforderlich. Große Schiffe konnten zudem nur bei Springtide überführt werden. Auch einige Schiffe, die kleiner waren als die Norwegian Star, wurden später teilweise mithilfe des Sperrwerks überführt, andere jedoch auch ohne Aufstauung.
Seitdem wurde die Ems 45 Mal zwecks Schiffsüberführung mittels des Emssperrwerks aufgestaut und hierbei 46 Schiffe überführt (Stand April 2022). Einmalig wurden am 26. Juni 2005 mit der Barmbek und der Norwegian Jewel zwei Schiffe gleichzeitig überführt.
Die Werft muss für den Betrieb des Sperrwerks ein Entgelt entrichten, so bezahlt sie z. B. für einen 12-Stunden-Stau rund 126.000 Euro bzw. rund 276.000 Euro für einen 24-Stunden-Stau an das Land Niedersachsen, wenn die Schiffe einen Tiefgang von über 7,3 m haben (Stand: 2023). Hintergrund, ist, dass eine Überführung von Schiffen mit einem geringeren Tiefgang auch ohne Unterstützung des Sperrwerks möglich wäre, wenn die Ems in einem entsprechenden Zustand wäre (Stand: 2005). Dies dient der Beilegung des Streits, wonach Gegner das Sperrwerk als indirekte Wirtschaftshilfe für die Werft sahen.
Nach dem Planfeststellungsbeschluss von 1998 gelten bei Überführungen strenge Grenzwerte zum Sauerstoff- und Salzgehalt in der Ems. Die Grenzwerte zum Sauerstoffgehalt wurden im Mai 2003 zunächst für die Überführung der Serenade of the Seas im Juli 2003 und im Juli 2004 für zwölfstündige Staus endgültig aufgehoben. In 12-Stunden-Staus könnten keine signifikanten Sauerstoffzehrungen auftreten, sauerstoffbedingte Schädigungen der Ems seien ausgeschlossen.
- Im Planfeststellungsbeschluss von August 1998[43] wurden folgende Stauzeiten und -höhen (jeweils bezogen auf den Pegel Gandersum) festgelegt:
  - ganzjährig bis zu einer Stauhöhe von NHN +1,75 m für maximal 12 Stunden (sogenannter „Sommerstau“)[44]
  - vom 16. September bis zum 14. März bis zu einer Stauhöhe von NHN +2,7 m für maximal 52 Stunden (sogenannter „Winterstau“)[44]
  - in einem Zeitabschnitt von 365 Tagen darf die maximale Schließdauer von 104 Stunden nicht überschritten werden.[45] Diese darf jedoch für den Zeitraum überschritten werden, den ein eingeleiteter Staufall verursacht hat, der nicht zur Schiffsüberführung genutzt werden konnte.[46]

- Im September 2014 genehmigte der NLWKN einen Antrag des Landkreises Emsland auf Verlängerung des sogenannten Winterstaus (maximale Stauhöhe NHN +2,7 m, maximale Stauzeit 52 Stunden) bis zum 31. März eines Jahres. Die Sommerstaubedingungen (maximale Stauhöhe NHN +1,75 m) galten nun vom 1. April bis zum 15. September eines Jahres für bis zu zwölf Stunden Aufstauzeit.[47][48][49]
- Durch erneute Änderung der Stauhöhen und -zeiten, gelten seit 2020, beantragt vom Landkreis Emsland im März 2018,[50] entschieden vom NLWKN im Frühjahr 2019, befristet für die Jahre 2020 bis 2029, folgende Staurandbedingungen:[51]
  - vom 1. April bis zum 15. Juni bis zu einer Stauhöhe von NHN +1,75 m für maximal 12 Stunden
  - vom 16. Juni bis zum 15. September bis zu einer Höhe von NHN +1,9 m für maximal 12 Stunden[52]
  - vom 16. September bis zum 31. März bis zu einer Höhe von NHN +2,7 m für maximal 52 Stunden
  - in einem Kalenderjahr darf die maximale Schließdauer von 104 Stunden nicht überschritten werden.
  - der Beschluss zum Betrieb des Emssperrwerkes wurde dergestalt geändert, dass die Nebenbestimmungen zum Sauerstoffgehalt zwischen 2020 und 2029 für eine Schiffsüberführung pro Jahr ausgesetzt werden, wie es schon in den Vorjahren der Fall war.
  - zur naturschutzfachliche Kompensationen wurden Flächen auf dem ehemaligen Spülfeld Coldewehr/Larrelt ausgewählt.[53]
- Der Landkreis Emsland beantragte im Februar 2020 zudem, die Nebenbestimmungem zum Salzgehalt bis maximal 2029 bis zu dreimal auszusetzen.[54] Vom NLWKN wurde im März 2021 genehmigt, die Nebenbestimmungem zum Salzgehalt in den Jahren 2021 bis 2029 bis zu dreimal auszusetzen, soweit dies für die Durchführung von Schiffsüberführungen zwingend erforderlich ist. Bislang durfte der Emsstau nur beginnen, sichergestellt war, dass bis zum Abschluss des Staufalls an der Emsbrücke bei Halte sohlnah ein Salzgehalt von 2 PSU nicht überschritten wird.[55][56]

|                                                            | Datum             | Name                        | BRZ          | Länge über alles (in Meter) | Breite (in Meter) | Tiefgang (in Meter) | Jahreszeit |
| ---------------------------------------------------------- | ----------------- | --------------------------- | ------------ | --------------------------- | ----------------- | ------------------- | ---------- |
| 1                                                          | 2./3. Nov. 2002   | Norwegian Dawn              | 92.250 BRZ   | 294,13                      | 32,20             | 8,5                 | Winterstau |
| 2                                                          | 12. Juli 2003     | Serenade of the Seas        | 90.090 BRZ   | 293,20                      | 39,80             | 8,50                | Sommerstau |
| 3                                                          | 7./8. Feb. 2004   | Pont-Aven                   | 40.859 BRZ   | 184,3                       | 30,9              | 6,8                 | Winterstau |
| 4                                                          | 3./4. Apr. 2004   | Jewel of the Seas           | 90.090 BRZ   | 293,20                      | 32,20             | 8,50                | Sommerstau |
| 5                                                          | 16. Jan. 2005     | Eilbek                      | 16.324 BRZ   | 169,00                      | 27,20             | 9,00                | Winterstau |
| 6                                                          | 5. März 2005      | Reinbek                     | 16.324 BRZ   | 169,00                      | 27,20             | 9,00                | Winterstau |
| 7                                                          | 29. Apr. 2005     | Flottbek                    | 16.324 BRZ   | 169,00                      | 27,20             | 9,00                | Sommerstau |
| 8                                                          | 26. Juni 2005     | Barmbek                     | 16.324 BRZ   | 169,00                      | 27,20             | 9,00                | Sommerstau |
| 8                                                          | 26. Juni 2005     | Norwegian Jewel             | 93.502 BRZ   | 294,13                      | 32,2              | 8,3                 | Sommerstau |
| 9                                                          | 13. März 2006     | Pride of Hawaii             | 93.558 BRZ   | 294,13                      | 32,2              | 8,3                 | Winterstau |
| 10                                                         | 7. Nov. 2006      | Norwegian Pearl             | 93.530 BRZ   | 294,13                      | 32,2              | 8,625               | Winterstau |
| 11                                                         | 11. März 2007     | AIDAdiva                    | 69.203 BRZ   | 251,89                      | 32,20             | 7,30                | Winterstau |
| 12                                                         | 15./16. Sep. 2007 | Norwegian Gem               | 93.530 BRZ   | 294,13                      | 32,2              | 8,3                 | Winterstau |
| 13                                                         | 27./28. März 2008 | AIDAbella                   | 69.203 BRZ   | 251,89                      | 32,2              | 7,3                 | Sommerstau |
| 14                                                         | 28./29. Sep. 2008 | Celebrity Solstice          | 121.878 BRZ  | 317,2                       | 36,9              | 8,3                 | Winterstau |
| 15                                                         | 21./22. Feb. 2009 | AIDAluna                    | 69.203 BRZ   | 251,89                      | 32,2              | 7,3                 | Winterstau |
| 16                                                         | 19./20. Jun. 2009 | Celebrity Equinox Anm. 1    | 121.878 BRZ  | 317,2                       | 36,9              | 8,62                | Sommerstau |
| 17                                                         | 15./16. Jan. 2010 | AIDAblu                     | 71.304 BRZ   | 253,33                      | 32,2              | 7,3                 | Winterstau |
| 18                                                         | 11. März 2010     | Celebrity Eclipse           | 121.878 BRZ  | 317,141                     | 36,8              | 8,62                | Winterstau |
| 19                                                         | 12./13. Nov. 2010 | Disney Dream                | 129.690 BRZ  | 339,50                      | 37,00             | 8,32                | Winterstau |
| 20                                                         | 11. März 2011     | AIDAsol                     | 71.304 BRZ   | 253,33                      | 32,2              | 7,3                 | Winterstau |
| 21                                                         | 1. Juli 2011      | Celebrity Silhouette Anm. 1 | 122.210 BRZ  | 315                         | 36,8              | 8,7                 | Sommerstau |
| 22                                                         | 20./21. Jan. 2012 | Disney Fantasy              | 129.750 BRZ  | 339,8                       | 37                | 8,32                | Winterstau |
| 23                                                         | 13. April 2012    | AIDAmar                     | 71.110 BRZ   | 253,22                      | 32,2              | 7,3                 | Sommerstau |
| 24                                                         | 16./17. Sep. 2012 | Celebrity Reflection        | 125.336 BRZ  | 319                         | 37,40             | 8,6                 | Winterstau |
| 25                                                         | 9. Feb. 2013      | AIDAstella                  | 71.304 BRZ   | 253,22                      | 32,2              | 7,3                 | Winterstau |
| 26                                                         | 14. März 2013     | Norwegian Breakaway         | 145.655 BRZ  | 325,64                      | 39,71             | 8,6                 | Winterstau |
| 27                                                         | 15. Nov. 2013     | Norwegian Getaway           | 145.655 BRZ  | 325,65                      | 39,73             | 8,6                 | Winterstau |
| 28                                                         | 9. Mai 2014       | Sonne                       | 8.554 BRZ    | 118,42                      | 20,60             | 6,60                | Sommerstau |
| 29                                                         | 23. Sep. 2014     | Quantum of the Seas         | 168.666 BRZ  | 347,08                      | 41,40             | 8,80                | Winterstau |
| 30                                                         | 11. März 2015     | Anthem of the Seas          | 168.666 BRZ  | 347,06                      | 41,40             | 8,80                | Winterstau |
| 31                                                         | 19. Sep. 2015     | Norwegian Escape            | 164.998 BRZ  | 325,90                      | 41,40             | 8,662               | Winterstau |
| 32                                                         | 12. März 2016     | Ovation of the Seas         | 168.666 BRZ  | 348,00                      | 41,40             | 8,80                | Winterstau |
| 33                                                         | 19. Sept. 2016    | Genting Dream               | 151.300 BRZ  | 335,33                      | 39,7              | 8,3                 | Winterstau |
| 34                                                         | 27. März 2017     | Norwegian Joy               | 167.725 BRZ  | 333,46                      | 41,40             | 9,00                | Winterstau |
| 35                                                         | 17. Sept. 2017    | World Dream                 | 150.695 BRZ  | 335,20                      | 39,75             | 8,62                | Winterstau |
| 36                                                         | 14. März 2018     | Norwegian Bliss             | 168.028 BRZ  | 333,32                      | 41,40             | 8,722               | Winterstau |
| 37                                                         | 9. Okt. 2018      | AIDAnova                    | 183.858 BRZ  | 337                         | 42                | 8,60                | Winterstau |
| 38                                                         | 21. März 2019     | Spectrum of the Seas        | 169.379 BRZ  | 347,11                      | 41,39             | 8,80                | Winterstau |
| 39                                                         | 27. Mai 2019      | Spirit of Discovery Anm. 2  | 58.119 BRZ   | 236,709                     | 31,2              | 7,6                 | Sommerstau |
| 40                                                         | 1. Okt. 2019      | Norwegian Encore            | 169.116 BRZ  | 333,44                      | 41,36             | 8,70                | Winterstau |
| 41                                                         | 19. März 2020     | Iona                        | 184.089 BRZ  | 344,5                       | 42                | 8,80                | Winterstau |
| 42                                                         | 30. Aug. 2020     | Spirit of Adventure         | 58.119 BRZ   | 236                         | 31,2              | 7,6                 |            |
| 43                                                         | 27. Feb. 2021     | Odyssey of the Seas         | 167.704 BRZ  | 347,08                      | 41,39             | 8,77                | Winterstau |
| 44                                                         | 23. Okt. 2021     | AIDAcosma                   | 183.774 BRZ  | 337                         | 42                | 8,6                 | Winterstau |
| 45                                                         | 30./31. März 2022 | Disney Wish                 | 144.256 BRZ  | 340,89                      | 40,3              | 8,6                 | Winterstau |
| 46                                                         | 5. Nov. 2022      | Arvia                       | 185.581 BRZ  | 344,5                       | 42                | 8,8                 | Winterstau |
| 47                                                         | 5. Juni 2023      | Silver Nova                 | 55.051 BRZ   | 243,6                       | 29,6              | 7,1                 | Sommerstau |
| 48                                                         | 30. Okt. 2023     | Carnival Jubilee            | 182.015 BRZ  | 345,39                      | ~ 42              | 8,8                 | Winterstau |
| 49                                                         | 21. April 2024    | Silver Ray                  | 55.051 BRZ   | 243,6                       | 29,6              | 7,1                 | Sommerstau |
| 50                                                         | 18. Sept. 2024    | Disney Treasure             | 144.256 BRZ  | 341,31                      | ~ 40              | 8,6                 | Winterstau |
| 51                                                         | 2. März 2025      | Asuka III                   | ~ 52.000 BRZ | ~ 228                       | ~ 30              |                     | Winterstau |
| Anm. 1 siehe auch: Abschnitt Sommerstauungen 2009 und 2011 |                   |                             |              |                             |                   |                     |            |
| Anm. 2 siehe auch: Abschnitt Mai 2019                      |                   |                             |              |                             |                   |                     |            |

#### Streit um einzelne Überführungen

##### Sommerstauungen 2009 und 2011
Bis 2009 war gemäß dem Planfeststellungsbeschluss von 1998 während des Sommerhalbjahrs (15. März bis 15. September) eine maximale Staudauer von zwölf Stunden bis zu einer Stauhöhe auf höchstens NHN +1,75 Meter zulässig.
Im April 2009 genehmigte der NLWKN als zuständige Genehmigungsbehörde auf Antrag des Landkreises Emsland von August 2008 das Aufstauen des Flusses für Überführungen im Juni 2009 und im Juli 2011. Danach waren 2,2 m ü. NHN Stauhöhe für 25 Stunden möglich. Dies sind rund 0,6 Meter mehr als das normale Hochwasser, aber immer noch rund 0,4 Meter weniger als die natürlichen Wasserstände im Mai und Juni 2011 mit rund einem Meter über dem normalen Hochwasser. Im Juni 2009 wurde die Ems auf 45 Zentimeter über MThw aufgestaut, diese Höhe wurde bereits bei mindestens fünf Fluten früher im Juni 2009 erreicht. Beide Staufälle dauerten rund 12 Stunden.
Die Entscheidung den NLWKN erging unter Berücksichtigung der bei zwei 37-stündien Probestaus im August und September 2008 gewonnenen Erkenntnisse. Der erste Probestau zeigte, dass keine signifikanten Sauerstoffzehrungen im gestauten Wasserkörper der Ems zu verzeichnen waren und dass die Sauerstoffkonzentration stabil blieb. Dies bestätigte auch der zweite Probestau, bei dem die Sauerstoffkonzentration teilweise sogar anstieg. Die Probestaus erfolgten, um Erkenntnisse darüber zu gewinnen, wie sich insbesondere der Sauerstoffgehalt in der Ems entwickelt, wenn der Fluss im Sommer und im Frühherbst über mehr als zwölf Stunden aufgestaut wird.
Das Land Niedersachsen sollte 500.000 Euro für Ausgleichsmaßnahmen zum Schutz bedrohter Vögel auf den Überschwemmungsflächen zahlen. Der WWF sah darin einen Verstoß gegen europäische Vogelschutzbestimmungen. Gegen die Entscheidung zum Sommerstau klagten im Mai 2009 Umweltverbände beim Verwaltungsgericht Oldenburg: 500 Hektar Fläche in Vogelschutzgebieten würden durch einen Sommerstau überflutet, mindestens 1000 Jungvögel ertrinken und Gehege vernichtet. Eine Erbengemeinschaft zog ihren vorherigen Eilantrag wieder zurück. Die Umweltverbände und die Werft einigten sich auf einen Kompromiss.

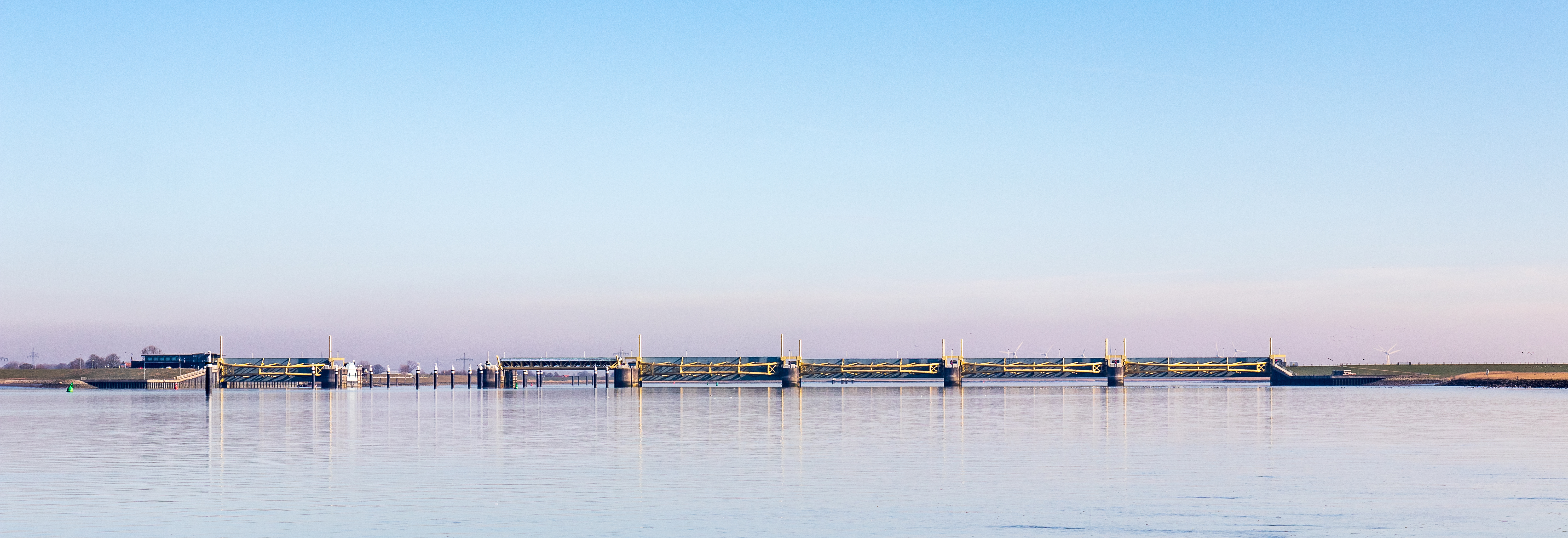
Das Emssperrwerk von der Ems aus gesehen, Richtung Osten

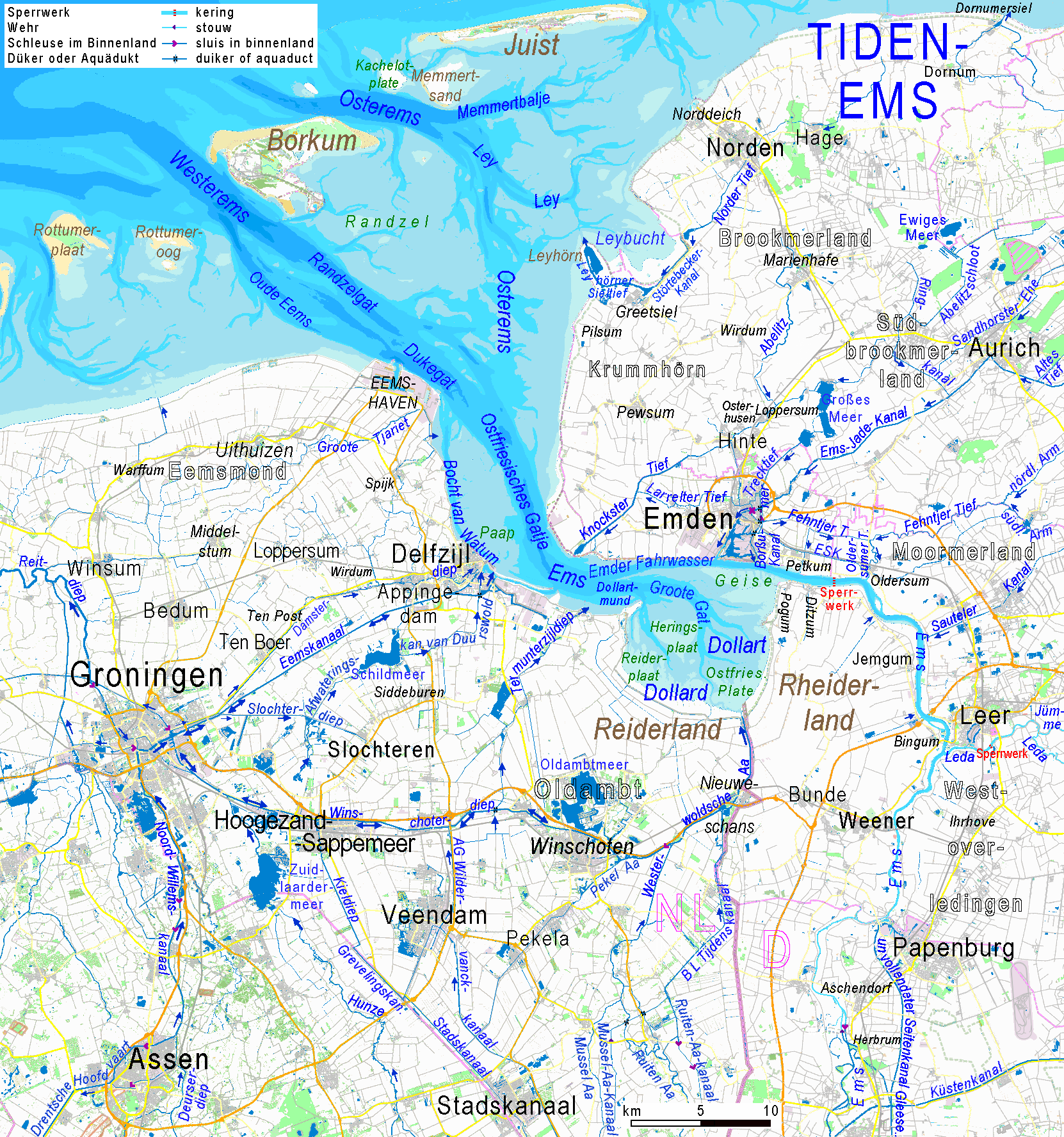
Emssperrwerk in der Tidenems: trockenfallendes Watt in grünlichem Blauton, tiefe Flächen in leuchtenden Blautönen; vor den Gezeiten abgeschirmte Gewässer gedeckt Blau

##### Winterstauungen 2012 und 2014, sowie von 2015 bis 2019
Der NLWKN genehmigte 2012 auf Antrag des Landkreises von März 2012, bei den Winterstauungen zwecks Schiffsüberführung in der zweiten Septemberhälfte 2012, was jedoch nicht in Anspruch genommen wurde, sowie 2014, Nebenbestimmungen zu Salz- und Sauerstoffwerten auszusetzen. BUND, NABU und WWF kritisierten dies als „scheibchenweise Streichung von Umweltauflagen“ und forderten, die Ems zu sanieren.
Im November 2014 beantragte der Landkreis Emsland, die Nebenbestimmungen zum Sauerstoff- und Salzgehalt für vier Winterstauungen jeweils im Herbst, von 2015 bis 2019, auszusetzen. Im März 2015 wurde der Antrag um einen fünften Staufall, im Herbst 2018, erweitert. Das NLWKN genehmigte im Juli 2015 die Aussetzung der Nebenbestimmungen zum Sauerstoff- und Salzgehalt für fünf Staufälle zwecks Schiffsüberführung, jeweils im Herbst der Jahre 2015 bis 2019. Die Aussetzung der Nebenbestimmungen zum Salzgehalt wurden in dieser Zeit ein Mal, im Oktober 2018, in Anspruch genommen.

##### Mai 2019
Auf Antrag vom Landkreis Emsland im März 2018 erließ das NLWKN im Frühjahr 2019 einen Planfeststellungsbeschluss, wonach, neben der Änderung der Staubedingungen ab 2020, Anm. 3 die Ems Ende Mai 2019  zwecks Schiffsüberführung auf 1,90 Meter über Normalhöhennull aufgestaut werden darf. Der Emsstau erfolgte am 26./27. Mai 2019, unter „Einfangen“ einer Tide, ohne unterstützenden Einsatz der Pumpen.

### Masterplan Ems 2050
Bei der Verwirklichung des Masterplan Ems 2050, der die Verbesserung der ökologischen Situation in der Ems zum Ziel hat, soll das Emssperrwerk im Rahmen der flexiblen Tidesteuerung der Schwebstoff- und Schlickeintrag in den Fluss bremsen und im Rahmen der Flutstromsteuerung den Flutstrom bremsen und die Ebbströmung stärken, dies soll Schwebstoffe aus der Ems heraustragen.

## Unfälle
Am 7. März 2003 kollidierte das Fahrgastschiff Spiekeroog II bei dichtem Nebel mit dem Emssperrwerk. Schiff und Sperrwerk wurden dabei beschädigt und mussten Reparaturen unterzogen werden.

## Trivia
In der Folge Gegenströmung der Fernsehreihe Friesland wird ein Bombenanschlag auf das Sperrwerk in letzter Sekunde verhindert. Die Dreharbeiten dazu fanden im Sommer 2019 am Emssperrwerk statt.